# Swann (cráter)
Swann es un cráter de impacto que se encuentra en la cara oculta de la Luna, al sureste del prominente cráter Compton. Esta es una formación muy desgastada y deteriorada, apenas reconocible como un cráter. El terreno en el borde y el interior se asemeja a la superficie circundante, marcada por los cráteres secundarios de Compton. Al norte y al noreste de Swann se localizan dos cráteres más jóvenes en forma de cuenco, Swann A y Swann C, con bordes afilados que no han sufrido un desgaste significativo.

## Cráteres satélite
Por convención estos elementos son identificados en los mapas lunares poniendo la letra en el lado del punto medio del cráter que está más cercano a Swann.
|       | \| Swann \| Coordenadas \| Diámetro \| \| ----- \| ------------------------------ \| -------- \| \| A \| 52°54′N 113°18′E / 52.9, 113.3 \| 15 km \| \| C \| 52°48′N 114°24′E / 52.8, 114.4 \| 19 km \| |          |
| Swann | Coordenadas | Diámetro |
| A     | 52°54′N 113°18′E / 52.9, 113.3 | 15 km    |
| C     | 52°48′N 114°24′E / 52.8, 114.4 | 19 km    |